# Francisco Carabalí
Francisco Javier Carabalí Terán (Cenizo, Estado Trujillo, Venezuela; 24 de febrero de 1991) es un futbolista venezolano. Juega de Delantero y actualmente milita en el Yaracuyanos FC de la Segunda División de Venezuela.

## Trayectoria
Debuta en Trujillanos FC; en el 2013 llega al Caracas FC, con el que sale campeón ese año (Copa). En septiembre de 2015 le es rescindido su contrato por presunta indisciplina; dos semanas después se une a Mineros hasta 2018.

## Selección nacional
En la selección nacional ha participado en 6 partidos disputando 238 minutos sin goles.

## Clubes
| Club               | País      | Año           | Partidos | Goles |
| ------------------ | --------- | ------------- | -------- | ----- |
| Trujillanos        | Venezuela | 2010 - 2012   | 39       | 5     |
| Caracas            | Venezuela | 2013 - 2015   | 64       | 1     |
| Mineros de Guayana | Venezuela | 2016          | 23       | 3     |
| Trujillanos        | Venezuela | 2017          | 12       | 0     |
| Deportivo Socopó   | Venezuela | 2017          | 8        | 1     |
| Yaracuy            | Venezuela | 2018          | ?        | ?     |
| GV Maracay         | Venezuela | 2018-2019     | ?        | ?     |
| Patriotas Boyacá   | Colombia  | 2019          | 1        | 0     |
| Trujillanos        | Venezuela | 2020-presente | 0        | 0     |

## Palmarés
| Título         | Club        | País      | Año  |
| -------------- | ----------- | --------- | ---- |
| Copa Venezuela | Trujillanos | Venezuela | 2010 |
| Copa Venezuela | Caracas     | Venezuela | 2013 |